# باشگاه ورزشی باسکونیا
باشگاه ورزشی باسکونیا (به اسپانیایی: Club Deportivo Basconia) یک باشگاه فوتبال اسپانیایی مستقر در باسائوری، منطقه خودمختار باسک، اسپانیا است. این باشگاه در ۱۴ مارس ۱۹۱۳ تأسیس شد و در حال حاضر در ترسرا فدراسیون بازی می‌کند.
باسکونیا بازی‌های خانگی را در مرکز ورزشی آرتوندواژا در شهر باسائوری برگزار می‌کند. سال‌ها پیش، باسکونیا در ورزشگاه لوپز کورتازار بازی می‌کرد که برای ساختن ساختمان‌های جدید تخریب شد.

## قرارداد با اتلتیک بیلبائو
در سال ۱۹۹۷، باسکونیا وارد شراکتی با باشگاه فوتبال اتلتیک بیلبائو شد تا به عنوان یک باشگاه تغذیه کننده برای بیلبائو خدمت نماید و اساساً به عنوان تیم سوم این باشگاه فعالیت می‌کند.

## تاریخچه
باشگاه ورزشی باسکونیا در سال ۱۹۱۳ تأسیس شد و نام آن از یک کارخانه آهن و فولاد محلی (که بعداً متعلق به شرکت «آلتوس اورنوس د ویزکایا» شد) گرفته شده است. این باشگاه سی سال بعد به سطح سوم ملی (ترسرا دیویسیون) رسید. باسکونیا به مدت شش فصل (۱۹۵۷–۶۳) در سگوندا دیویسیون بازی کرد، اما این قبل از ایجاد سطح سوم جدید منطقه‌ای در دهه ۱۹۷۰ بود.
در سال ۱۹۹۷، باسکونیا به باشگاه تأمین‌کننده بازیکن اتلتیک بیلبائو تبدیل شد و به عنوان تیم سوم آن‌ها شناخته شد. 
در صورتی که تیم دوم، اتلتیک بیلبائو بی، که در یک سطح بالاتر بازی می‌کرد، از آن دسته به واسطه صعود یا سقوط خارج نمی‌شد، باسکونیا حتی در صورت قرار گرفتن در منطقه صعود، واجد شرایط صعود نبود. هدف اصلی این توافق کمک به توسعه بازیکنان جوان در یک محیط چالش‌برانگیز در حالی که تحت نظارت نزدیک باشگاه مادر در همان گروه باقی می‌مانند، بود؛ تعدادی از نوجوانانی که یک فصل را در باسکونیا سپری کردند، به حرفه‌ای‌های بیلبائو تبدیل شدند و در نهایت در لا لیگا و مسابقات تحت نظر یوفا بازی کردند. در ژانویه ۲۰۲۰ تأیید شد که همکاری، که قرار بود در آن تابستان به پایان برسد، برای سه سال دیگر تا ۲۰۲۳ تمدید شده است.
جایگاه باسکونیا در ساختار باشگاه اتلتیک بیلبائو به این معنی است که ترکیب تیم هر فصل به شدت تغییر می‌کند. حدود نیمی از بازیکنان به تیم بیلبائو منتقل می‌شوند یا به صورت قرضی به سایر باشگاه‌های محلی که در سطح سگوندا دیویسیون بی بازی می‌کنند، می‌روند. آن‌ها با فارغ‌التحصیلان، معمولاً ۱۷ یا ۱۸ ساله، از تیم پایه اتلتیک بیلبائو سال گذشته جایگزین می‌شوند. ترکیب تیم معمولاً با امضای قراردادهای جدید از باشگاه‌های جوانان منطقه، به ویژه باشگاه فوتبال دانوک بت و باشگاه فوتبال آنتیگواکو گسترش می‌یابد.

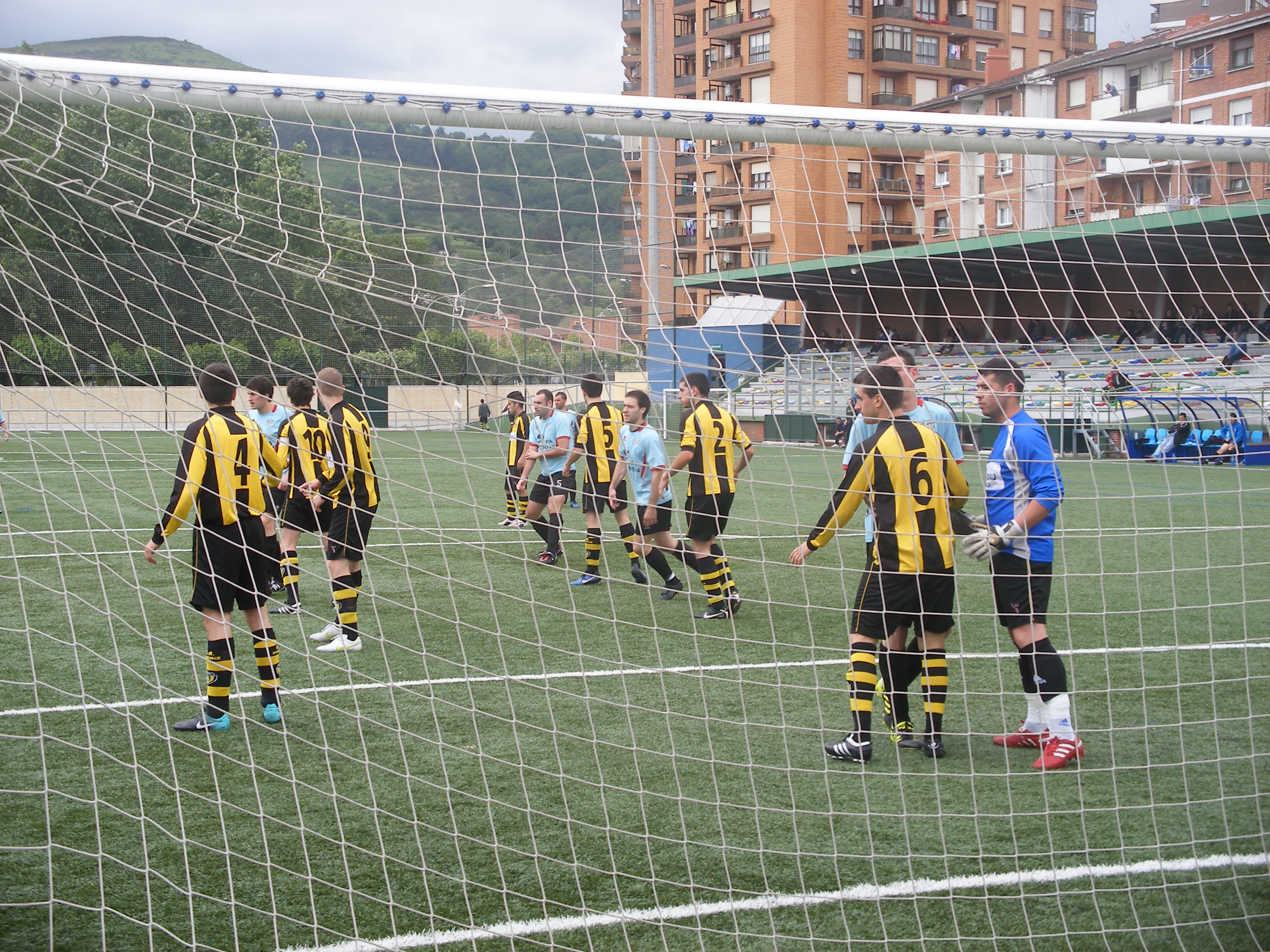
باشگاه باسکونیا بی در حال بازی در سولارت

اگرچه اتلتیک بیلبائو کنترل بازیکنان و کادر مربیگری تیم اصلی را در دست دارد، باسکونیا کمیته و کارکنان خود را حفظ کرده و چندین تیم جوانان و همچنین تیم آماتور باسکونیا بی را اداره می‌کند که در لیگ فوتبال محلی، دو سطح پایین‌تر از تیم اصلی، رقابت می‌کند. این تیم‌ها در یک استادیوم کوچک جداگانه در شهر، سولارت، بازی می‌کند. گاهی تیم اصلی به دلیل شرایط اضطراری از بازیکنان 'خود' باسکونیا استفاده کرده است – میکل ریکو زمانی که در یکی از بازی‌های ترسرا دیویسیون در سال ۲۰۰۱ ظاهر شد، عضوی از باسکونیا بی بود؛ او بیسکای را ترک کرد و مسیری طولانی در سراسر اسپانیا طی کرد که در نهایت او را به امضای قرارداد با اتلتیک بیلبائو در سال ۲۰۱۳ رساند.
در ژانویه ۲۰۱۸، با توجه به اینکه تیم در تلاش برای باقی ماندن در لیگ بود، باسکونیا اقدام غیرمعمولی انجام داد و برخی از بازیکنان مسن‌تر و با تجربه‌تر از جمله تیلور لوبانزادیو را جذب کرد تا به آن‌ها کمک کند وضعیت تیم ۲۳ ساله خود را بهبود بخشند، که در نهایت به هدف خود رسیدند – آن‌ها در رتبه ۱۵ قرار گرفتند و ۵ امتیاز بالاتر از منطقه سقوط فصل را خاتمه دادند.